# Allstate (Unternehmen)
Allstate Corp. ist ein US-amerikanisches Versicherungsunternehmen mit Firmensitz in Northbrook, Illinois. Das Unternehmen ist im Aktienindex S&P 100 gelistet.

## Unternehmensgeschichte
Der Markenname wurde in den 1920er Jahren für einen Fahrzeugreifen der Sears, Roebuck and Company (Sears) eingeführt. 1931 wurde das Unternehmen als Teil von Sears, Roebuck & Co. gegründet und bot als Pionierleistung auch Versicherungspolicen im Versandhandel an. Ab 1934 wurde auf ein mit Agentursystem umgestellt. Die von Allstate 1939 eingeführte Anpassung der Fahrzeugpolicen an Alter, Laufleistung und Verwendungszweck wurde branchenüblich.
Ab 1942 führte Allstate ein Schulungsprogramm für Frauen ein, welche die Positionen der zum Militär eingezogenen Männer besetzten. 1949 nahm das Unternehmen 45,3 Mio. US-Dollar an Prämien ein, hielt 708.763 Policen und hatte über 2.800 Angestellte. Die Gesellschaft eröffnete 1952 ihren ersten Drive-in Schalter und begann im folgenden Jahr ihr Verkehrsschulungsprogramm an High schools. Ab 1954 wurden auch Brandschutzversicherungen für Liegenschaften angeboten und 1959 wurden erstmals von einem großen Versicherer Prämienermäßigungen beim Kauf kompakter Autos gewährt. In diesem Jahr nahm Allstate bereits 438,6 Mio. US-Dollar an Prämien aus über 5,3 Mio. Policen entgegen und beschäftigte 14.633 Mitarbeiter.
Nachdem Allstate seine Leistungen seit 1950 auch in Kanada angeboten hatte, wurden 1964 die Allstate Insurance Company of Canada und die Allstate Life Insurance Company of Canada als Tochtergesellschaften gegründet. 1967 wurde der Hauptsitz von Skokie (Illinois) nach Northbrook (Illinois) verlegt. Ab 1968 begann Allstate eine Zusammenarbeit mit der Regierung in Fragen der Verkehrssicherheit und unterstützte die Pflicht zum Tragen von Sicherheitsgurten und die Einführung von Airbags. Zum Ende der Dekade führte Allstate 11,4 Mio. Policen mit einem Prämienvolumen von 1,48 Mrd. US-Dollar und beschäftigte über 30.000 Angestellte.
1978 wurde Northbrook Property and Casualty Insurance Company als Tochtergesellschaft eingeführt. Das Unternehmen ist spezialisiert auf mittlere und große Geschäftskunden. Das Portefeuille stieg auf
Zum Ende der Dekade führte Allstate 18,3 Mio. Policen mit einem Prämienvolumen von 4,99 Mrd. US-Dollar; der Personalbestand betrug nun über 40.000 Mitarbeiter. Im folgenden Jahrzehnt stiegen die Zahlen auf 27,2 Mio. Policen und 13,9 Mrd. US-Dollar Prämien. 55.789 Personen standen auf der Lohnliste.

### Fahrzeugmarken
Verschiedentlich wurde Allstate auch als Sears-Eigenmarke für komplette Fahrzeuge verwendet, so für den von den Cushman produzierten Motorroller Allstate High Lander und den 1952 bis 1953 angebotenen Allstate A-230 Kompaktwagen (nach damaliger US-amerikanischer Definition). Unter diesem Markennamen wurden auch Mopeds und Motorräder der österreichischen Puch-Werke vertrieben. Allstate war aber nicht selber Fahrzeugproduzent.

### Going Public
1993 ging das Unternehmen Allstate an die Börse. 1995 verkaufte Sears seine Anteile.

## Aktionärsstruktur
Die größten Aktionäre mit Stand März 2025:
| Aktionär                      | Aktien | Stand        | Anteil in % | Wert in USD   |
| ----------------------------- | ------ | ------------ | ----------- | ------------- |
| Vanguard Group Inc            | 32.8M  | Mar 31, 2025 | 12,39 %     | 6,297,616,512 |
| Blackrock Inc.                | 23.02M | Mar 31, 2025 | 8,69 %      | 4,419,239,616 |
| State Street Corporation      | 11.9M  | Mar 31, 2025 | 4,50 %      | 2,285,547,264 |
| Price (T.Rowe) Associates Inc | 11.71M | Mar 31, 2025 | 4,42 %      | 2,248,245,120 |
| Geode Capital Management, LLC | 6.64M  | Mar 31, 2025 | 2,51 %      | 1,273,970,496 |
| Bank of America Corporation   | 6.59M  | Mar 31, 2025 | 2,49 %      | 1,264,855,296 |
| Franklin Resources, Inc.      | 4.56M  | Mar 31, 2025 | 1,72 %      | 874,992,960   |
| Morgan Stanley                | 4.56M  | Mar 31, 2025 | 1,72 %      | 874,697,472   |
| GQG Partners LLC              | 4.41M  | Mar 31, 2025 | 1,66 %      | 845,894,592   |
| Invesco Ltd.                  | 3.42M  | Mar 31, 2025 | 1,29 %      | 655,796,544   |

## Verschiedenes
Das Unternehmen Allstate sponsert verschiedene Sportveranstaltungen, unter anderem Allstate Sugar Bowl, das Allstate 400 at the Brickyard und das United States Olympic Committee.
Der Firmenslogan von Allstate lautet “You’re in good hands” (deutsch: „Sie sind in guten Händen“). Er wurde 1952 erstmals in der Werbung eingesetzt.

## Galerie

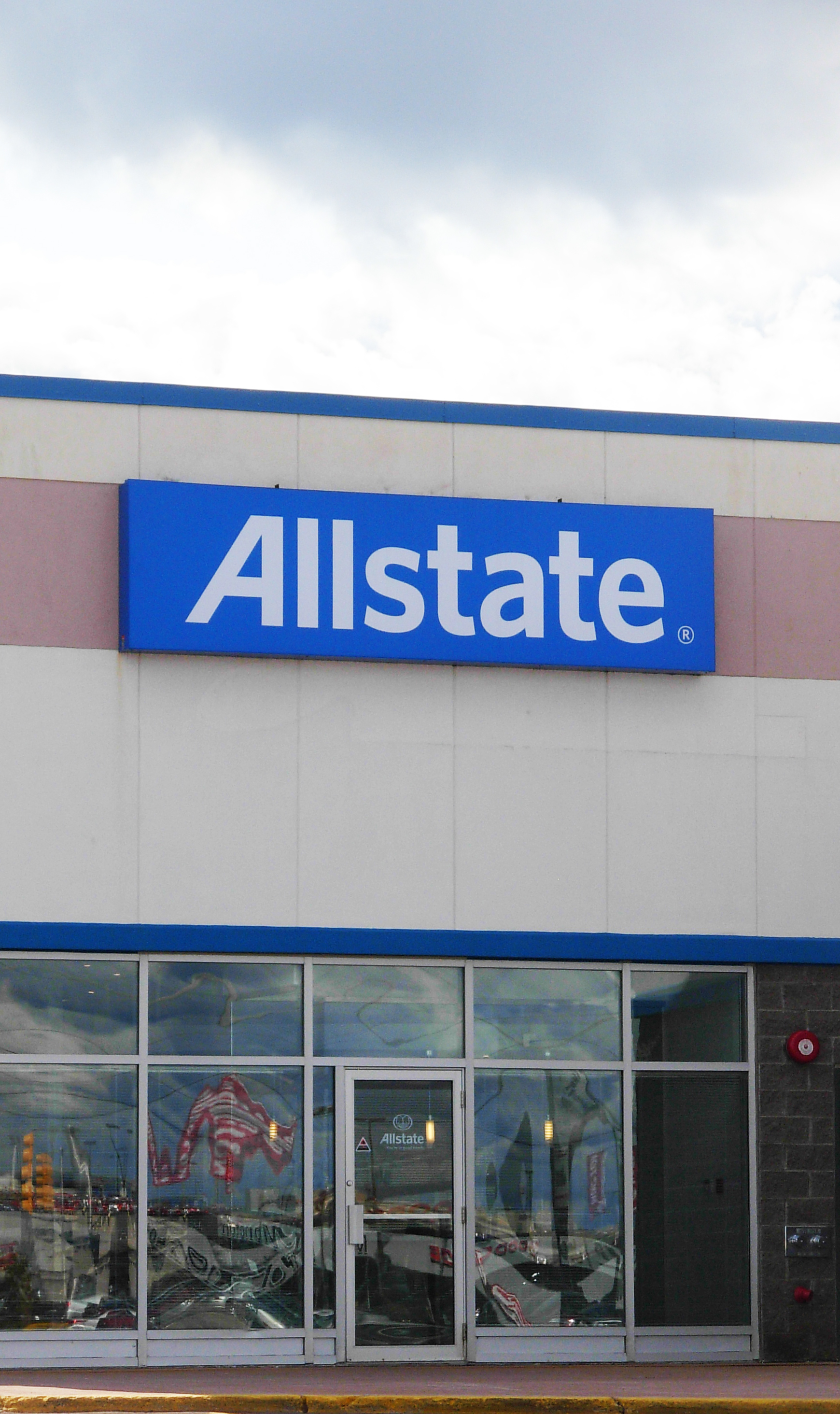
Eingang des Allstate-Marktes in Moncton (New Brunswick), Kanada (2008)
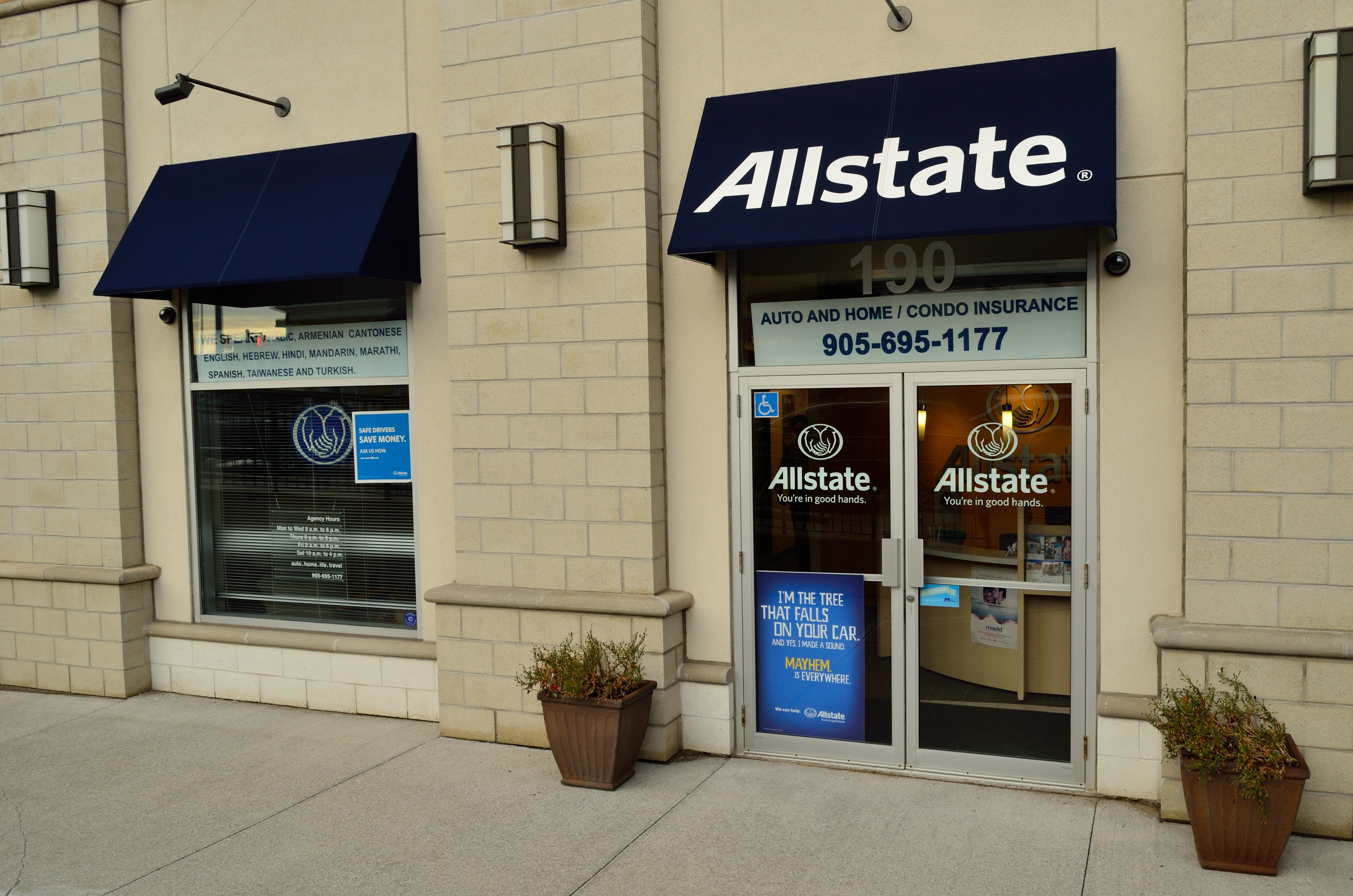
Allstate-Agentur in Thornhill (Ontario), Kanada (2015)
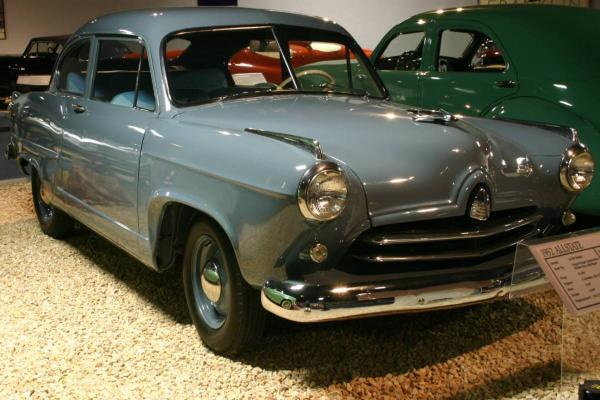
Allstate A-230 Sedan (1952), eine Variante des Kaiser Henry J.
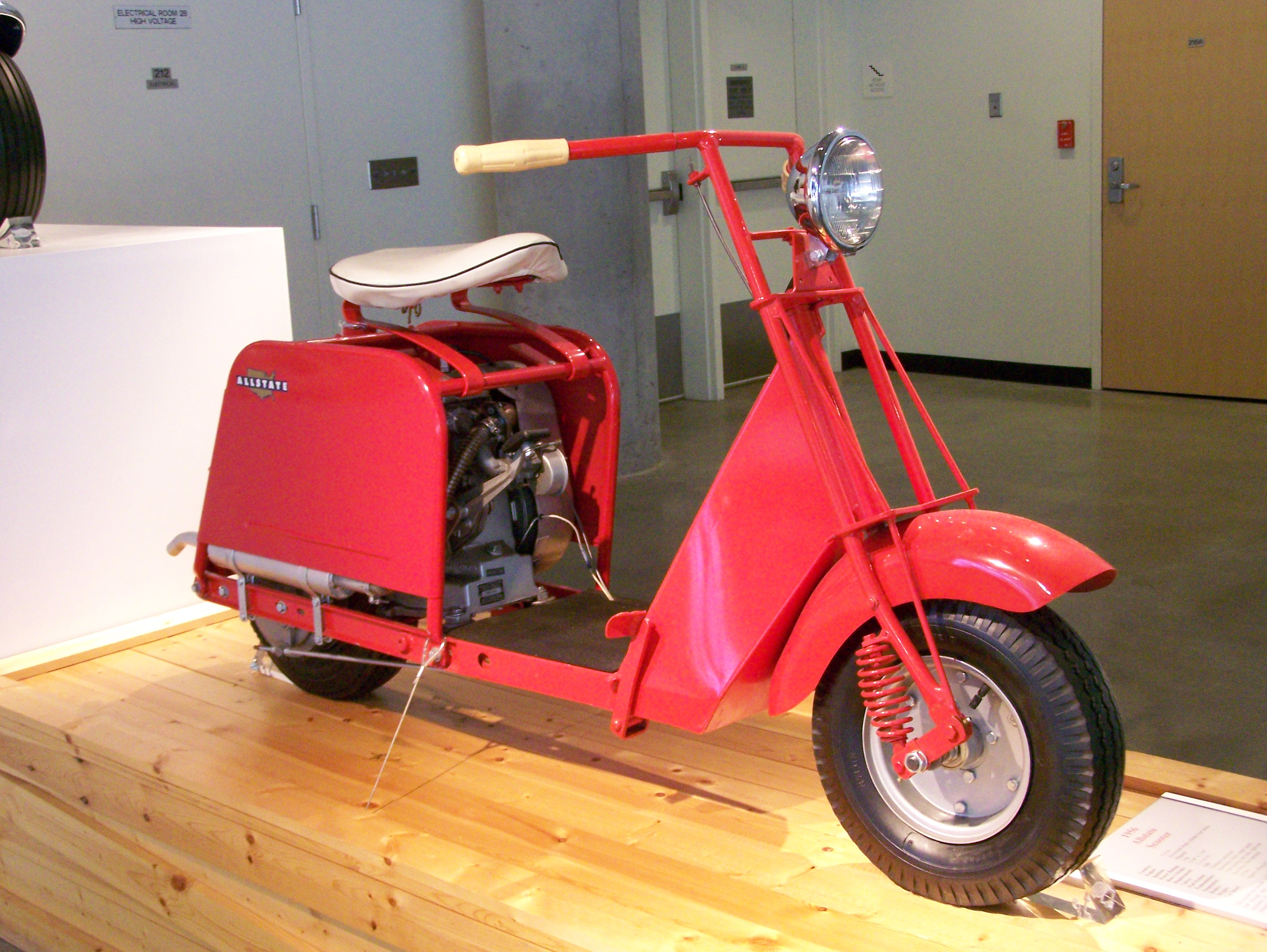
Allstate Scooter (1956), eine Variante des Cushman High Lander.
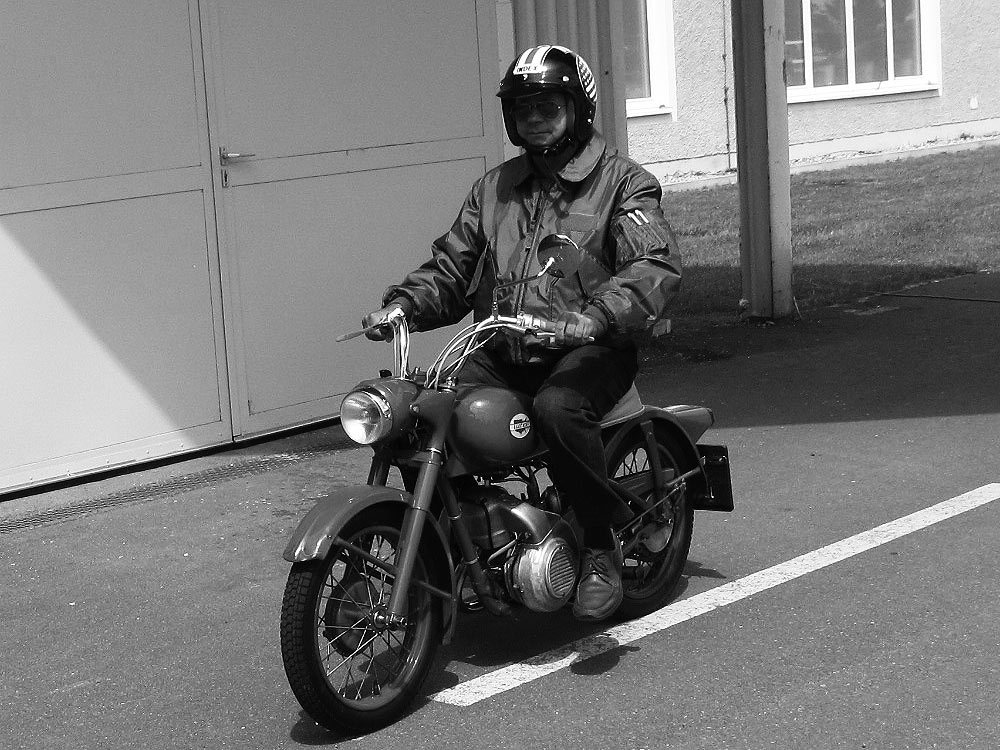
Puch 150A Allstate